# Luut Buijsman
Luut Buijsman (Rotterdam, 8 juni 1924 – aldaar, 8 april 2004) was een Nederlands artiest. Als gitarist en zanger was hij indertijd een van de jongste kernleden van het roemruchte gezelschap de Kilima Hawaiians.
Buijsman was zeer muzikaal. Op twaalfjarige leeftijd was de ukelele zijn eerste muziekinstrument. Een van de eerste ensembles waarmee hij optrad was Romantiek & Rhytme onder leiding van Jo de Gast. Daarna trok hij jarenlang door Europa met Teddy Walkers Caledonians en vierde triomfen als zanger en gitarist.
In de periode 1950 tot 1965 speelde Buijsman in allerlei muzikale verbanden en genres, met name Latin. 
Pas in 1968 kwam de Hawaiianmuziek weer serieus om de hoek kijken toen de NCRV het radioprogramma The Kilima Hawaiian Show startte, dat tot in 1982 werd uitgezonden. Het werd gepresenteerd door Skip Voogd.
In de jaren zeventig was Buijsman ook gitarist en zanger op de radio met het orkest Juan Pescado Y Sus Muchachos. Verder was hij volop actief als docent bij de Stichting Kunstzinnige Vorming Rotterdam (SKVR) en het Rotterdams Conservatorium. Buijsman speelde ook samen met zijn zoon John in diens theatershow.
Luut Buijsman was met een aantal anderen in 1995 medeoprichter van de Stichting Hawaiianmuziek en -cultuur Nederland. Hij maakte vooral in de laatste periode actief deel uit van de Kilima Hawaiians, samen met zijn broer Bill (overleden in 1991) en Mary Buijsman (overleden in 2002).
Hij werd door de stad Rotterdam geëerd met een tegel in de Walk of Fame Europe, waarin zijn handen, zijn naam en zijn gitaar zijn gecementeerd. In februari 2003 ontving hij als lid van de Rotterdamse Artiesten Club de Kunst- en Cultuurprijs van de Rotterdamse deelgemeente Charlois, vanwege zijn vele muzikale verdiensten.